# Поросица
Пороси́ца (бел. Парасі́ца) — река в Беларуси. Протекает в Горецком районе Могилевской области. Левый приток реки Проня (водосбор Днепра).
Длина реки составляет 26 км. Площадь водосбора — 112 км². Средний наклон водной поверхности 1,8 м/км.
Берёт начало на склонах Смоленской возвышенности в 1,5 км северо-западнее деревни Куртасы. Течёт на юг и впадает в Проню в пределах города Горки.
Русло на протяжении 500 м около устья канализовано.
На реке устроено несколько плотин и прудов: Оршанское (Аэропортовское) озеро на северо-западной окраине Горок, водохранилище Нежково около деревень Шишево и Нежково, водохранилище Красулино у агрогородка Красулино. Основные притоки: Копылка (впадает слева в черте Горок) и Ольховка (впадает слева между деревнями Лугины и Филиппово).